# 3256 Daguerre
För andra betydelser, se Daguerre.
3256 Daguerre eller 1981 SJ1 är en asteroid i huvudbältet som upptäcktes den 26 september 1981 av de båda amerikanska astronomerna Norman G. Thomas och Brian A. Skiff vid Anderson Mesa Station. Den har fått sitt namn efter den franske kemisten och uppfinnaren Louis Jacques Mandé Daguerre.
Asteroiden har en diameter på ungefär 20 kilometer.